# Biển Solomon

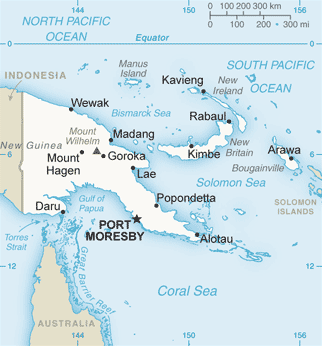
Biển Solomon

Biển Solomon là một biển nằm ở Thái Bình Dương. Nó nằm giữa Papua New Guinea và quần đảo Solomon. Rất nhiều trận đánh lớn đã diễn ra ở đây trong Thế Chiến II.

## Liên kết
- Bản đồ biển Solomon. Lưu trữ ngày 21 tháng 10 năm 2006 tại Library of Congress Web Archives